# Pontellopsis perspicax
Pontellopsis perspicax är en kräftdjursart som först beskrevs av James Dwight Dana 1849.  Pontellopsis perspicax ingår i släktet Pontellopsis och familjen Pontellidae. Inga underarter finns listade i Catalogue of Life.